# Miguel Ángel Moyá
Miguel Ángel Moyá Rumbo (Binisalem, Islas Baleares, 2 de abril de 1984) es un exfutbolista español que jugaba de portero. Actualmente aparece en las retransmisiones de Movistar+ como analista. Tiene una hija llamada Aria.

## Trayectoria

### Mallorca
Tras varias temporadas en el RCD Mallorca B debutó con el primer equipo el 29 de agosto de 2004 en un partido contra el Real Madrid que perdió el equipo bermellón por 0-1. Tras la marcha de Toni Prats se hizo con la titularidad y permaneció en el club durante cinco temporadas, en dos de las cuales fue portero titular. Tras la temporada 2007-08 en la que disputó 31 partidos se especuló con su marcha al Valencia CF que finalmente no se produjo hasta un año después.

### Valencia
El 25 de junio de 2009 se confirmó su traspaso al Valencia CF por unos 5.000.000 de euros; el jugador firmó un contrato de 4 años de duración.
El 5 de agosto de 2009, en un partido amistoso contra el Manchester United en Old Trafford, después de que Unai Emery agotara todos los cambios posibles y Thiago Carleto saliera lesionado del campo, tuvo que entrar Moyá para suplir su ausencia jugando como centrocampista para que el equipo no se quedara con 10 jugadores.
Debutó con el club che en partido oficial el 27 de agosto de 2009 en su primer partido en la Copa de la UEFA. El Valencia venció por cuatro a uno al Stabæk IF y Moyá fue titular y disputó el partido completo. Tres días después jugó su primer partido de Liga con el Valencia en la victoria por dos a cero ante el Sevilla. Durante su primer año en el Valencia, pese a comenzar la temporada como titular, acabó disputando tan solo 18 partidos entre las tres competiciones, incluyendo la Copa del Rey.
El 24 de noviembre de 2011 debutó en la Liga de Campeones en una clara victoria de su equipo por seis a uno ante el Bursaspor. Pese a este debut, en la temporada 2011-12 disputó aún menos partidos que la temporada anterior y finalmente acabó abandonando el club.

### Getafe
El 14 de junio de 2011 se confirmó la cesión de Moyá durante un año al Getafe para sustituir al lesionado Ustari. Debutó con el conjunto azulón el 28 de agosto en el empate a uno ante el Levante Unión Deportiva. Tras una buena temporada en la que se convirtió en el portero titular del equipo, en el verano siguiente, el Getafe se hizo con el jugador de forma definitiva y el 5 de julio fue presentado cómo nuevo jugador del Getafe por 4 temporadas.
Durante las dos siguientes temporadas el jugador siguió siendo el portero titular del equipo y colaboró con sus actuaciones a que el Getafe siguiera disputando la Primera División. En su última temporada sufrió una lesión que le impidió disputar los últimos partidos y el Getafe se vio obligado a buscar un sustituto.

### Atlético de Madrid
En junio de 2014 fichó por el Atlético de Madrid por unos tres millones de euros, firmando un contrato por tres temporadas. Debutó con su nuevo club el 19 de agosto en el partido de ida de la Supercopa de España. Moyá fue titular y el Atlético consiguió un empate a uno ante el Real Madrid en el Santiago Bernabéu. En el partido de vuelta volvió a ser titular y el Atlético de Madrid se impuso por uno a cero conquistando así la Supercopa.
Moyá comenzó la temporada siendo titular en todos los partidos salvo en los partidos de Copa y en el primero de la Liga de Campeones. En esta competición debutó con el Atlético en la segunda jornada en la victoria por uno a cero ante la Juventus de Turín. Se mantuvo en la titularidad hasta el partido de vuelta de los octavos de final frente al Bayer Leverkusen en el que se lesionó en la primera mitad y tuvo que ser sustituido por Jan Oblak.
Desde ese momento no ha vuelto a jugar en Liga, debido al alto rendimiento de Oblak, y en la temporada 15/16 se limitó a jugar los partidos de la Copa del Rey.
En la temporada 2016/17 volvió a jugar algunos partidos de Liga entre diciembre y enero debido a una lesión en el brazo de Oblak, no obstante, tras su recuperación, el esloveno volvió a la portería.

### Real Sociedad
El 27 de febrero de 2018 se hizo oficial su fichaje por la Real Sociedad por dos temporadas y media. La Real Sociedad contrato a Moya obligada por la lesión de Gerónimo Rulli y por no confiar en el rendimiento del portero suplente Toño Ramírez. Dos días después y sin haber entrenado aún junto con sus nuevos compañeros, debutó ante el Real Betis en un empate a cero. En agosto de 2020, tras haber expirado su contrato, firmó un nuevo contrato que le vinculaba a la Real Sociedad hasta junio de 2021.

## Selección nacional
Ha sido internacional en todas las categorías inferiores de la selección española logrando un campeonato de Europa sub-16 y un campeonato de Europa sub-19. 

## Estadísticas

### Clubes
- Actualizado el 30 de agosto de 2019[10]

| R. C. D. Mallorca · España | 1.ª           | 2004-05       | 32  | 55  | 0  | 0  | -  | -  | 32  | 55  | 1,72  |
| R. C. D. Mallorca · España | 1.ª           | 2005-06       | 9   | 15  | 1  | 4  | -  | -  | 10  | 19  | 1,90  |
| R. C. D. Mallorca · España | 1.ª           | 2006-07       | 16  | 14  | 4  | 5  | -  | -  | 20  | 19  | 0,95  |
| R. C. D. Mallorca · España | 1.ª           | 2007-08       | 29  | 35  | 2  | 1  | -  | -  | 31  | 36  | 1,16  |
| R. C. D. Mallorca · España | 1.ª           | 2008-09       | 13  | 20  | 1  | 1  | -  | -  | 14  | 21  | 1,50  |
| R. C. D. Mallorca · España | Total club    | Total club    | 99  | 139 | 8  | 11 | -  | -  | 107 | 150 | 1,40  |
| Valencia C. F. · España | 1.ª           | 2009-10       | 8   | 11  | 4  | 6  | 6  | 7  | 18  | 24  | 1,33  |
| Valencia C. F. · España | 1.ª           | 2010-11       | 4   | 4   | 1  | 0  | 1  | 0  | 6   | 4   | 0,67  |
| Valencia C. F. · España | Total club    | Total club    | 12  | 15  | 5  | 6  | 7  | 7  | 24  | 28  | 1,17  |
| Getafe C. F. · España | 1.ª           | 2011-12       | 36  | 48  | 0  | 0  | -  | -  | 36  | 48  | 1,33  |
| Getafe C. F. · España | 1.ª           | 2012-13       | 32  | 44  | 2  | 3  | -  | -  | 34  | 47  | 1,38  |
| Getafe C. F. · España | 1.ª           | 2013-14       | 26  | 40  | 0  | 0  | -  | -  | 26  | 40  | 1,53  |
| Getafe C. F. · España | Total club    | Total club    | 94  | 132 | 2  | 3  | -  | -  | 96  | 135 | 1,41  |
| Atlético de Madrid · España | 1.ª           | 2014-15       | 27  | 23  | 2  | 1  | 7  | 1  | 36  | 25  | 0,69  |
| Atlético de Madrid · España | 1.ª           | 2015-16       | 0   | 0   | 6  | 5  | 0  | 0  | 6   | 5   | 0,83  |
| Atlético de Madrid · España | 1.ª           | 2016-17       | 9   | 6   | 8  | 10 | 1  | 2  | 18  | 18  | 1     |
| Atlético de Madrid · España | 1.ª           | 2017-18       | 0   | 0   | 6  | 6  | 1  | 1  | 7   | 7   | 1     |
| Atlético de Madrid · España | Total club    | Total club    | 36  | 29  | 22 | 22 | 9  | 4  | 67  | 55  | 0,82  |
| Real Sociedad · España | 1.ª           | 2017-18       | 9   | 8   | -  | -  | -  | -  | 9   | 8   | 0,89  |
| Real Sociedad · España | 1.ª           | 2018-19       | 11  | 11  | 2  | 2  | -  | -  | 13  | 13  | 1,0   |
| Real Sociedad · España | 1.ª           | 2019-20       | 13  | 9   | 1  | 0  | -  | -  | 14  | 9   | 1,125 |
| Real Sociedad · España | 1.ª           | 2020-21       | -   | -   | -  | -  | 1  | 0  | 1   | 0   | 0     |
| Real Sociedad · España | Total club    | Total club    | 33  | 28  | 3  | 2  | 1  | 0  | 37  | 25  | 1     |
| Total carrera | Total carrera | Total carrera | 274 | 343 | 40 | 44 | 17 | 11 | 331 | 399 | 1,23  |
| (1) Incluye datos de Copa del Rey (2004-16); Supercopa de España (2014). (2) Incluye datos de UEFA Champions League (2010-11) y (2014-15); UEFA Europa League (2009-10). (3)Los goles indicados en la tabla se refiere a goles encajados. |               |               |     |     |    |    |    |    |     |     |       |

## Palmarés

### Títulos nacionales
| Título              | Club               | País   | Año  |
| ------------------- | ------------------ | ------ | ---- |
| Supercopa de España | Atlético de Madrid | España | 2014 |
| Copa del Rey        | Real Sociedad      | España | 2020 |

### Títulos internacionales
| Título                 | Club (*)           | Sede    | Año  |
| ---------------------- | ------------------ | ------- | ---- |
| Eurocopa sub-19        | Selección sub-19   | Noruega | 2002 |
| Liga Europa de la UEFA | Atlético de Madrid | Lyon    | 2018 |

(*) Incluyendo la selección.